# Renmin Ribao

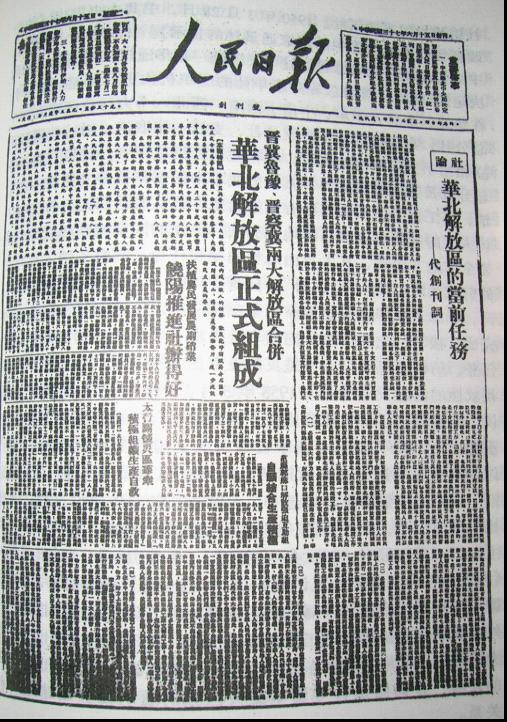
Renmin Ribaos Erstausgabe (1948)

Renmin Ribao (chinesisch 人民日報 / 人民日报, Pinyin Rénmín Rìbào, IPA (hochchinesisch) [ʐənmin ʐɨpɑo̯], englisch People’s Daily – „Volkstageszeitung“, im deutschsprachigen Internetauftritt „Chinesische Volkszeitung“) ist das Parteiorgan der Kommunistischen Partei Chinas und mit einer Auflagenhöhe von etwa 2,5 Millionen Exemplaren neben Cankao Xiaoxi eine der zwei größten Zeitungen der Volksrepublik China.
Die erste Auflage erschien am 15. Juni 1948 in Pingshan (Hebei) als regionales Parteiblatt der Kommunistischen Partei. Das Büro der Zeitung zog im März 1949 nach Peking um, dort wurde sie schließlich das offizielle Sprachrohr der Kommunistischen Partei. Als Parteiorgan enthält sie diejenigen Informationen, die die Partei der Öffentlichkeit zugedacht hat, und stellt die Sicht der Dinge aus dem Blickwinkel der KP dar.
Während der Kulturrevolution war die Zeitung für Ausländer und Chinesen die einzige Möglichkeit, zu erfahren, was die Partei vorhatte.